# Thập niên 270
Thập niên 270 hay thập kỷ 270 chỉ đến những năm từ 270 đến 279.